# 창비청소년문학상
창비청소년문학상은 창비에서 제정한 청소년문학 공모전이다. 청소년 독자를 대상으로 쓴 미발표 장편소설을 대상으로 신인 작가와 기성 작가 모두 지원 가능하다. 대상 수상자에게는 상금 2,000만원과 함께 유럽 문화 예술 탐방 기회를 제공하며, 수상작은 창비에서 출간한다.

## 역대 수상작
| 연도   | 회차   | 수상자      | 수상작                 |
| ------ | ------ | ----------- | ---------------------- |
| 2007년 | 제1회  | 김려령      | 완득이                 |
| 2008년 | 제2회  | 구병모      | 위저드 베이커리        |
| 2009년 | 제3회  | 배미주      | 싱커                   |
| 2010년 | 제4회  | 추정경      | 내 이름은 망고         |
| 2011년 | 제5회  | 김이윤      | 두려움에게 인사하는 법 |
| 2012년 | 제6회  | 정지원      | 비바, 천하최강         |
| 2013년 | 제7회  | 강윤화      | 어쨌든 밸런타인        |
| 2014년 | 제8회  | 최영희      | 꽃 달고 살아남기       |
| 2015년 | 제9회  | 김은진      | 푸른 늑대의 파수꾼     |
| 2016년 | 제10회 | 손원평      | 아몬드                 |
| 2017년 | 제11회 | 수상작 없음 | 수상작 없음            |
| 2018년 | 제12회 | 이희영      | 페인트                 |
| 2019년 | 제13회 | 백온유      | 유원                   |
| 2020년 | 제14회 | 수상작 없음 | 수상작 없음            |
| 2021년 | 제15회 | 나혜림      | 클로버                 |
| 2022년 | 제16회 | 수상작 없음 | 수상작 없음            |
| 2023년 | 제17회 | 김민서      | 율의 시선              |
| 2024년 | 제18회 | 최현진      | 스파클                 |